# Winger, Minnesota
Winger är en ort i Polk County i Minnesota. Vid 2010 års folkräkning hade Winger 220 invånare.